# Neophygopoda tibialis
Neophygopoda tibialis är en skalbaggsart som beskrevs av Julius Melzer 1933. Neophygopoda tibialis ingår i släktet Neophygopoda och familjen långhorningar. Inga underarter finns listade i Catalogue of Life.